# 洛克布雷瓦莱尔
洛克布雷瓦莱尔（法語：Loc-Brévalaire，法語發音：[lɔk bʁevalɛʁ]）是法国菲尼斯泰尔省的一个市镇，属于布雷斯特区。

## 地理
洛克布雷瓦莱尔（48°33'17"N, 4°24'20"W）面积1.67 平方千米，位于法国布列塔尼大區菲尼斯泰尔省，该省份为法国最西部的省份，位于布列塔尼半岛西部，北西南三面环大西洋，东临阿摩尔滨海省和莫尔比昂省。
与洛克布雷瓦莱尔接壤的市镇（或旧市镇、城区）包括：普拉贝内克、勒德雷内克、凯尔尼利斯、拉纳尔维利、普卢维安。

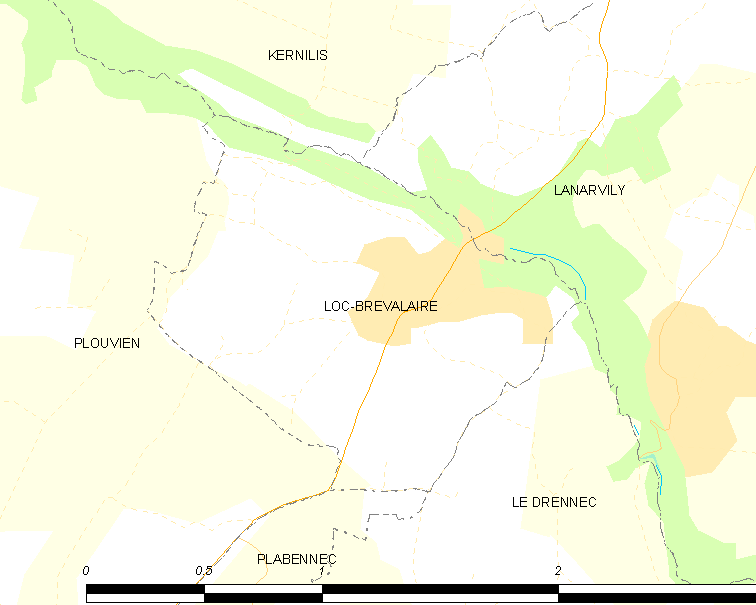
洛克布雷瓦莱尔的OSM定位图

洛克布雷瓦莱尔的时区为UTC+01:00、UTC+02:00（夏令时）。

## 行政
洛克布雷瓦莱尔的邮政编码为29260，INSEE市镇编码为29126。

## 政治
洛克布雷瓦莱尔所属的省级选区为莱斯讷旺县。

## 人口

1962-2008年间洛克布雷瓦莱尔人口变化图示

洛克布雷瓦莱尔于2022年1月1日时的人口数量为210人。